# Couquèques
Couquèques – miejscowość i gmina we Francji, w regionie Nowa Akwitania, w departamencie Żyronda.
Według danych na rok 1990 gminę zamieszkiwało 195 osób, a gęstość zaludnienia wynosiła 31 osób/km² (wśród 2290 gmin Akwitanii Couquèques plasuje się na 982. miejscu pod względem liczby ludności, natomiast pod względem powierzchni na miejscu 1337.).